# Всеобщие выборы на Кубе (1924)
Всеобщие выборы на Кубе проходили 1 ноября 1924 года. Президентом стал кандидат от коалиции Либеральной и Народной партий Херардо Мачадо. На парламентских выборах коалиция Либеральной и Народной партий стала крупнейшей фракцией Палаты представителей, получив 31 из 53 мест парламента. После выборов, которые считаются сфальсифицированными, Мачадо установил диктатуру, продолжавшуюся до его свержения в 1933 году.

## Результаты

### Президентские выборы
| Кандидат                            | партия                                 | Голосов | %     |
| ----------------------------------- | -------------------------------------- | ------- | ----- |
| Херардо Мачадо                      | Коалиция Либеральной и Народной партий | 200 840 | 54,32 |
| Марио Гарсиа Менокаль               | Национальная консервативная партия     | 134 154 | 45,68 |
| Недействительных/пустых бюллетеней  | Недействительных/пустых бюллетеней     |         | -     |
| Всего                               |                                        |         |       |
| Зарегистрированных избирателей/Явка |                                        |         |       |
| Источник: Nohlen                    |                                        |         |       |

### Выборы в Сенат
| Партия                             | Голосов | % | Мест |
| ---------------------------------- | ------- | - | ---- |
| Либеральная партия                 |         |   | 7    |
| Кубинская народная партия          |         |   | 4    |
| Национальная консервативная партия |         |   | 1    |
| Недействительных/пустых бюллетеней |         | - | -    |
| Всего                              |         |   | 12   |
| Источник: Nohlen                   |         |   |      |

### Выборы в Палату представителей
| Party                                  | Votes | % | Seats |
| -------------------------------------- | ----- | - | ----- |
| Коалиция Либеральной и Народной партий |       |   | 31    |
| Национальная консервативная партия     |       |   | 22    |
| Недействительных/пустых бюллетеней     |       | - | -     |
| Всего                                  |       |   | 53    |
| Источник: Nohlen                       |       |   |       |